# Bilal Hussein
Bilal Hussein, född 22 april 2000 i Stockholm, Sverige, är en svensk fotbollsspelare som spelar för Hertha Berlin i 2. Bundesliga. Han har även representerat det svenska landslaget.

## Klubblagskarriär

### Tidig karriär
Bilal Hussein föddes på Södersjukhuset i Stockholm och växte upp i Hjulsta. Han inledde som sjuåring sin fotbollskarriär i moderklubben Bromstens IK från Spånga. Han hade dessförinnan varit med på ett par träningar med Solna-klubben Vasalunds IF då han följde med en kompis som tränade med dem. Sommaren 2014 blev Hussein klar för AIK Fotbolls akademi.

### AIK
Debuten i AIK skedde i en träningsmatch mot Sollentuna FK den 28 januari 2017. Samma år fanns han även på bänken i Allsvenskan för första gången, dock utan att få hoppa in. Han debuterade även i Sveriges U19-landslag detta år. Inför säsongen 2018 lyftes den då 17-årige Hussein upp till AIK:s seniortrupp, då han kritade på ett fyraårskontrakt med klubben. Tävlingsdebuten i AIK kom därefter under försäsongen, då han gjorde ett inhopp i en cupvinst med 2–1 mot IK Oddevold den 24 februari.
Den 27 april 2018 gjorde Hussein allsvensk debut i en 2–0-vinst över IK Sirius, där han blev inbytt i den 86:e minuten mot Nabil Bahoui.
I augusti 2018 lånades han ut till samarbetsklubben Vasalunds IF. Debuten för Vasalund skedde hemma mot Sundbybergs IK inför 221 åskådare på Skytteholms IP den 12 augusti 2018 då Hussein under chefstränaren Nebojša Novaković ledning inledde på bänken innan han byttes in i den 28:e matchminuten. Vasalund vann sedan matchen med 2–1. Det blev sju matcher, varav fem från start, för Vasalund i Division 2 Norra Svealand då de vann serien, åtta poäng före tvåan Karlbergs BK.
Den 9 november 2019 gjorde Hussein sitt första mål för AIK i en kvalomgång till svenska cupen mot Enskede IK. I juni 2021 förlängde han sitt kontrakt i AIK fram över säsongen 2023.
Den 17 juli 2022 i 1–0-vinst mot Kalmar FF på Friends Arena gjorde Hussein sin 100:e tävlingsmatch för AIK.

### Hertha Berlin
Den 30 augusti 2023 värvades Hussein av 2. Bundesliga-klubben Hertha Berlin, där han skrev på ett treårskontrakt.

## Landslagskarriär
Hussein debuterade för Sveriges landslag den 9 januari 2023 i januariturnéns första match mot Finland.

## Spelstil
Bilal Hussein är en central mittfältare som 2018 beskrev sig själv som en smart och spelande mittfältare. Han anser sig även besitta ett bra tillslag.